# Педренго
Педренго (итал. Pedrengo) — коммуна в Италии, находится в регионе Ломбардия, подчиняется административному центру Бергамо.
Население составляет 5321 человек (2004), плотность населения составляет 1721 чел./км². Занимает площадь 3 км². Почтовый индекс — 24066. Телефонный код — 035.
Покровителем коммуны почитается святой Эвазий Астийский, празднование 10 мая.